# Sainte-Cécile (Saona i Loara)
Sainte-Cécile – miejscowość i gmina we Francji, w regionie Burgundia-Franche-Comté, w departamencie Saona i Loara.
Według danych na rok 1990 gminę zamieszkiwało 209 osób, a gęstość zaludnienia wynosiła 29 osób/km² (wśród 2044 gmin Burgundii Sainte-Cécile plasuje się na 702. miejscu pod względem liczby ludności, natomiast pod względem powierzchni na miejscu 1098.).